# Konstantin Batiuszkow
Konstantin Nikołajewicz Batiuszkow (ros. Константи́н Никола́евич Ба́тюшков, ur. 29 maja 1787 w Wołogdzie, zm. 19 lipca 1855 tamże) – rosyjski poeta.

## Życiorys
Służył w armii, uczestniczył w wojnach napoleońskich, później był urzędnikiem m.in. w placówce dyplomatycznej we Włoszech. Należał do towarzystwa Arzamas, był zwolennikiem reformy językowej Karamzina i autorem ciętych pamfletów wymierzonych w jej przeciwników. Był przedstawicielem preromantyzmu, początkowo tworzył tzw. lekką poezję, w której nawiązywał do starożytnej poezji anakreontycznej (m.in. w wierszu Wakchantka z 1815, będącej wolnym przekładem z francuskiego), sławiąc radość płynącą z przyjaźni i miłości zmysłowej. Często stosował formę listu poetyckiego (m.in. Moi pienaty) 1811-1812). Po roku 1812 w jego poezji pojawił się nastrój pesymizmu i wpływy religijne, wtedy też tworzył elegie, w większości o treści historycznej i zawierające refleksje filozoficzne (Pieriechod czeriez Riejn 1814, Moj gienij 1815, Tawrida 1817, Umirajuszczij Tass 1817). W 1817 opublikował swój jedyny zbiór utworów Opyty w stichach i prozie. W dziedzinie wersyfikacji wprowadził nowe miary wierszowe, był też autorem artykułów o poezji i sztuce oraz tłumaczem poezji greckiej.